# Last Time
Albums de Hangar
Inside Your Soul
(2001)
Last Time est le premier album du groupe brésilien de heavy metal Hangar.

## Liste des morceaux
1. "The Secrets of the Sea" – 0:24
2. "Like a Wind in the Sky" – 5:21
3. "Voices" – 5:03
4. "Absinth" – 4:51
5. "Last Time" – 4:05
6. "Angel of the Stereo" – 4:40
7. "Speed Limit 55" – 3:35
8. "Lost Dream" – 2:51

Sur l'album, toutes les guitares et basses ont été enregistrées par le guitariste Cristiano Wortmann.

### Last Time Was Just the Beginning
En 2008, Hangar ressort son premier album, remasterisé et renommé, avec les bonus suivants :
1. "Angel of the Stereo" (nouvelle version 2006)
2. "Ask the Lonely" (reprise de Journey)

- + un DVD retraçant l'histoire du groupe racontée et filmée par ses membres, et comportant des photos, des interviews et un documentaire sur l'enregistrement de The Reason of Your Conviction.

## Formation
- Michael Polchowicz (chant)
- Cristiano Wortmann (guitare et basse)
- Nando Mello (basse)
- Aquiles Priester (batterie)